# حبوها لحبيب
هو محمد لحبيب (حبوها) بن اعبيد بن سيدي إبراهيم بن سيدي محمد. ازداد سنة 1930 بمنطقة لحذب بضاحية بوكراع جنوب شرق مدينة العيون من والدته السالكة منت سيدي محمد بن سيدي المـحفوظ بن بيد الله، وهو ينتمي إلى قبيلة الشرفاء الرقيبات أولاد الشيخ.

## أنشطته
نشط لحبيب حبوها منذ بداية الخمسينات في صفوف المقاومة إلى حين صدور أمر إلقاء القبض عليه ورفاقه بتاريخ 24 مارس 1955 من طرف الجنرال الفرنسي Demassiet. 
- سنة 1956 كان من مؤطري وفد بيعة الصحراويين للسلطان محمد الخامس[1] بعد عودته من المنفى.
- في نفس السنة كان ضمن مؤسسي جيش التحرير بالجنوب المغربي حيث شغل منصب قائد الرحى بالمقاطعة الثامنة، وقد حارب المستعمر الفرنسي والإسباني بالعديد من المعارك نذكر منها معركة أم لعشار ومعركتي مركالة ستني1956 و1957.
- سنة 1958 استدعي من قبل الجنرال دوكول بصحبة المقاوم حمدي ولد السالك ولد باعلي والمقاوم الحسين ولد خطاري ولد كركب حيث أعلنوا رفضهم القاطع لإقامة كيان مصطنع بالأقاليم الجنوبية، كانت تنوي فرنسا وإسبانيا تمريره في إطار تسوية بينهما.
- سنة 1962 وشحه الملك الحسن الثاني برتبة ملازم أول اثر عودته من منطقة تيندوف على رأس 750 مقاتل.
- سنة 1966 انتدب ضمن أول وفد للدفاع عن قضية الوحدة الترابية بمقر الأمم المتحدة بنيويورك.
- سنة 1974 شكل جبهة التحرير والوحدة وهاجم المواقع العسكرية الأسبانية
- سنة 1976 سقط  جريحا بمعركة أمكالا الشهيرة.
- سنة 1979 تم تعيينه من قبل الملك الحسن الثاني عاملا على إقليم السمارة وذلك إلى حدود سنة 1983،
- سنة 2002 تمت ترقيته لرتبة كولونيل ماجور من قبل صاحب المحمد السادس في إطار الزيارة التي قام بها لإقليم كلميم.

## وصلات
//ar.wikipedia.org/wiki/المغرب